# St. Cloud, Minnesota

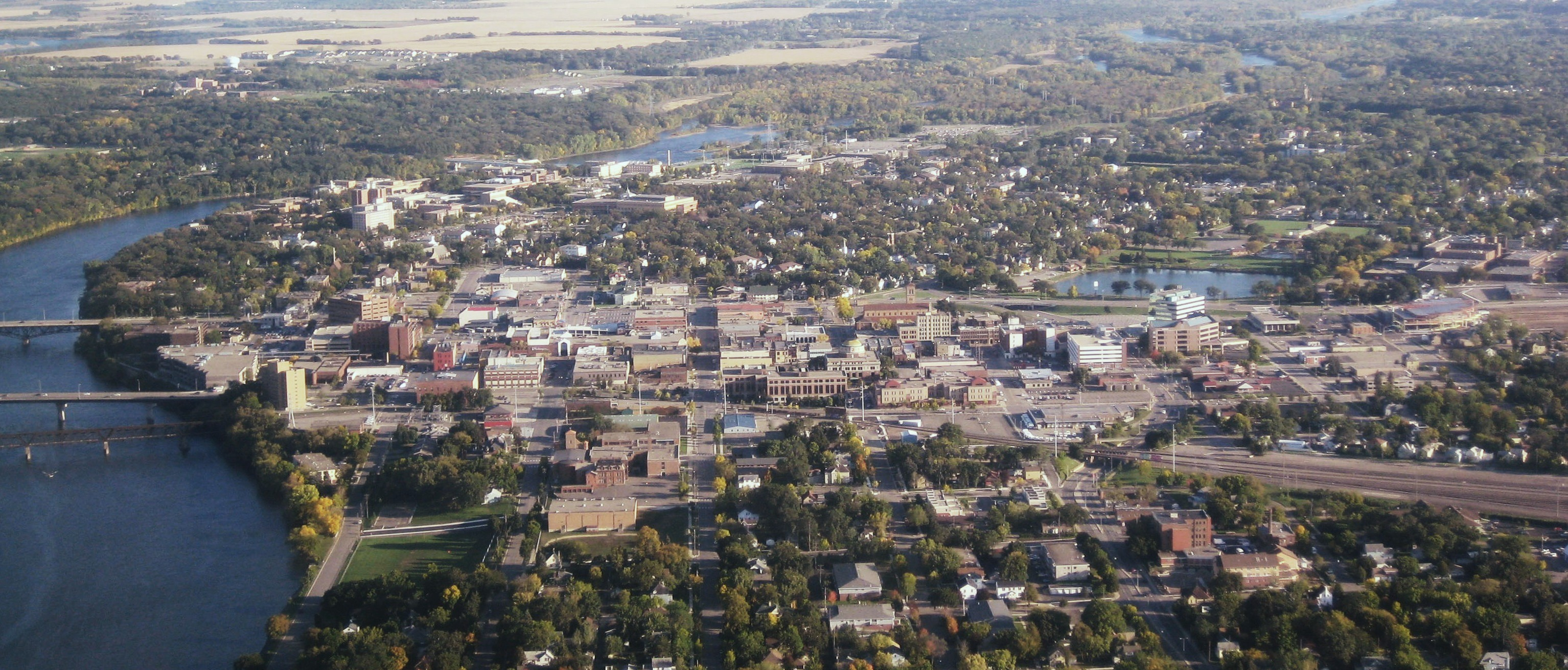
Vy över centrala St. Cloud.

St. Cloud är en stad i Stearns County, Benton County och Sherburne County i delstaten Minnesota i USA. Staden har 65 842 invånare (2010). St. Cloud är administrativ huvudort (county seat) i Stearns County.
Staden är uppkallad efter Paris-förorten Saint-Cloud.
I staden ligger St. Cloud State University, som är Minnesotas tredje största offentliga universitet.
Karaktären Marshall Eriksen i How I Met Your Mother kommer från orten.